# Bahnea
Bahnea (veraltet Bachnea; deutsch Bachnen, ungarisch Bonyha) ist eine Gemeinde im Kreis Mureș in der Region Siebenbürgen in Rumänien.
Der Ort Bahnea ist auch unter der ungarischen Bezeichnung Szászbonyha und der deutschen Bachen bekannt.

## Geographische Lage

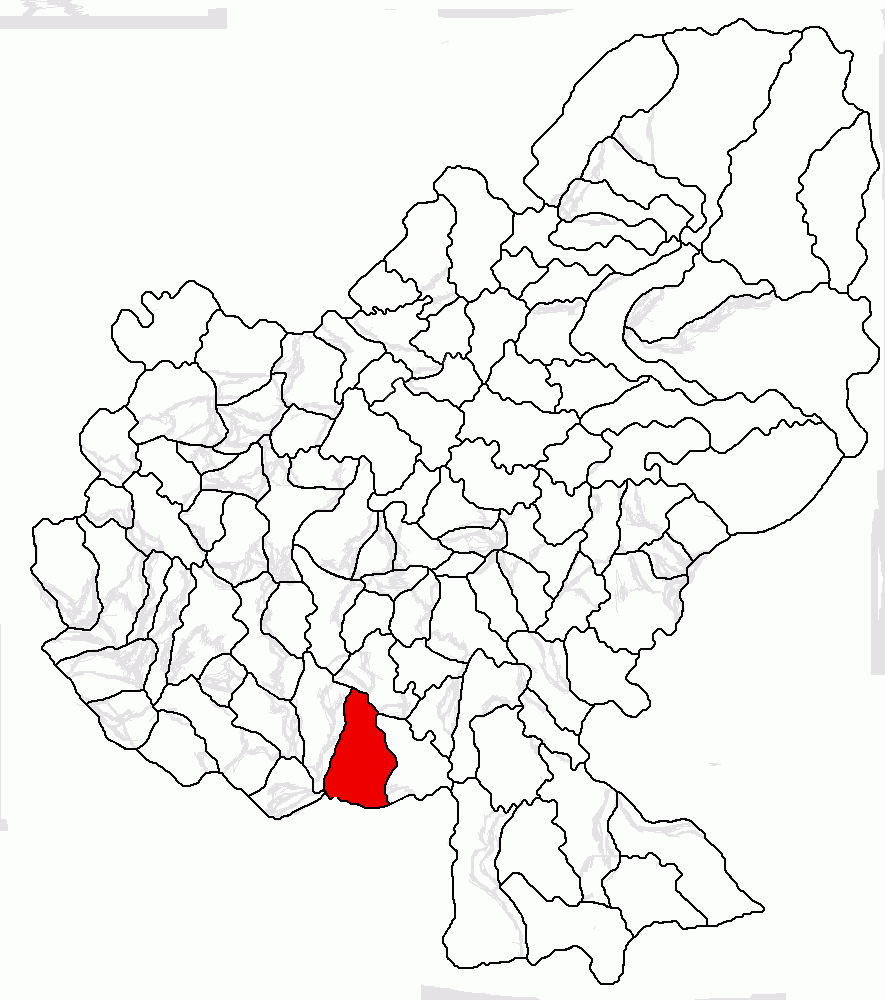
Lage der Gemeinde Bahnea im Kreis Mureș

Die Gemeinde Bahnea liegt im Kokeltal (Podișul Târnavelor) im Süden des Kreises Mureș. Am Fluss Târnava Mică (Kleine Kokel), der Kreisstraße (Drum județean) DJ 151B und der Bahnstrecke Blaj–Târnăveni–Praid, befindet sich der Ort Bahnea 18 Kilometer nordöstlich von der Stadt Târnăveni (Sankt Martin) und 30 Kilometer südlich von der Kreishauptstadt Târgu Mureș (Neumarkt am Mieresch) entfernt.
Die sechs eingemeindeten Dörfer befinden sich zwischen einem bis 15 Kilometer vom Gemeindezentrum entfernt.

## Geschichte
Der Ort Bahnea wurde erstmals 1291 urkundlich erwähnt. Im Mittelalter war der Ort eine Siebenbürger-Sächsische Marktgemeinde. Nach 1600 siedelten hier zahlreiche Magyaren an und die evangelische Kirche wurde die heutige reformierten Kirche. Auf dem Areal des eingemeindeten Dorfes Cund (Reußdorf), bei von den Einheimischen genannt Hünenrain, sind archäologische Objekte der Jungsteinzeit und beim Kaltbrunnbach aus der Bronzezeit, gefunden worden. Letztere befinden sich im Brukenthal-Museum in Hermannstadt.
Auf dem Gebiet des eingemeindeten Dorfes Bernadea (Bernhardsdorf), auf dem Areal von den Einheimischen genannt Dâmbău, befindet sich eine archäologische Grabungsstätte mit Reste einer Siedlung aus unterschiedlichen Zeitalter; von der Latènezeit bis in die Jungsteinzeit, und auf dem Gebiet des eingemeindeten Dorfes Lepindea (ungarisch Leppend) archäologische Funde der Spätbronzezeit.
Im Königreich Ungarn gehörte die heutige Gemeinde mehrheitlich dem Stuhlbezirk Dicsőszentmárton (Târnăveni) in der Gespanschaft Klein-Kokelburg, anschließend dem historischen Kreis Târnava-Mică und ab 1950 dem heutigen Kreis Mureș an.

## Bevölkerung
Die Bevölkerung der Gemeinde entwickelte sich wie folgt:
| 1850 | 4.634 | 1.962 | 1.369 | 869   | 434                |
| 1941 | 5.926 | 2.375 | 1.970 | 1.071 | 510                |
| 1977 | 4.748 | 2.152 | 1.763 | 386   | 447                |
| 1992 | 3.862 | 1.551 | 1.481 | 71    | 764                |
| 2002 | 3.812 | 1.452 | 1.348 | 17    | 995                |
| 2011 | 3.739 | 1.224 | 1.130 | 15    | 1.385              |
| 2021 | 3.528 | 1.398 | 783   | 10    | 1.337 (1.148 Roma) |

Seit 1850 wurde auf dem Gebiet der heutigen Gemeinde die höchste Einwohnerzahl und die der Rumäniendeutschen 1941 (die meisten in den eingemeindeten Dörfern Cund und Idiciu) registriert. Die höchste Einwohnerzahl der Rumänen (2.787) wurde 1966, die der Magyaren (2.218) 1956 und die der Roma (1.290) 2011 ermittelt.

## Sehenswürdigkeiten
- Im Gemeindezentrum Bahnea, die reformierte Kirche im 14. Jahrhundert, deren Glockenturm 1904 errichtet und der Landsitz der ungarischen Adelsfamilie Bethlen[10] im 16. Jahrhundert errichtet, stehen unter Denkmalschutz.[6]
- Im eingemeindeten Dorfes Bernadea, die Holzkirche Sfinții Voievozi[11] 1805 errichtet, steht unter Denkmalschutz.[6]
- Im eingemeindeten Dorf Cund, die evangelische Kirche[12] Ende des 14. Anfang des 15. Jahrhunderts und der Turm 1804 errichtet, steht unter Denkmalschutz.[6]
- Im eingemeindeten Dorf Gogan (Gugendorf), die reformierte Kirche im 13. Jahrhundert, das Pfarrhaus im 16. und der Holzturm im 18. Jahrhundert errichtet, stehen unter Denkmalschutz.[6]
- Im eingemeindeten Dorf Idiciu (Belleschdorf), die evangelische Kirche befindet sich in einem schlechten Zustand.[13]
- Im eingemeindeten Dorf Lepindea (Leppendorf), die Holzkirche Sfinții Arhangheli 1796 errichtet, steht unter Denkmalschutz.[6]

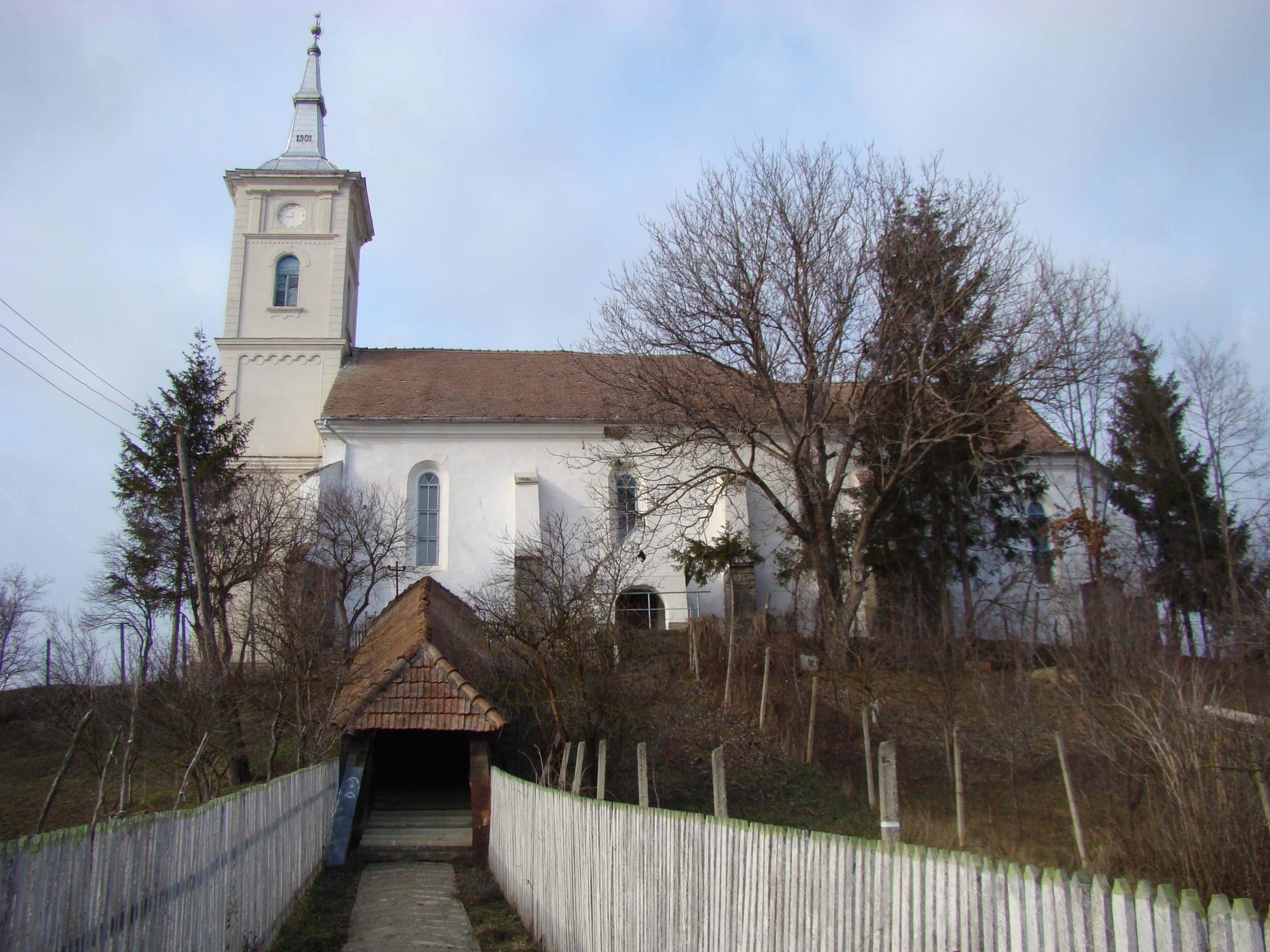
Reformierte Kirche in Bahnea
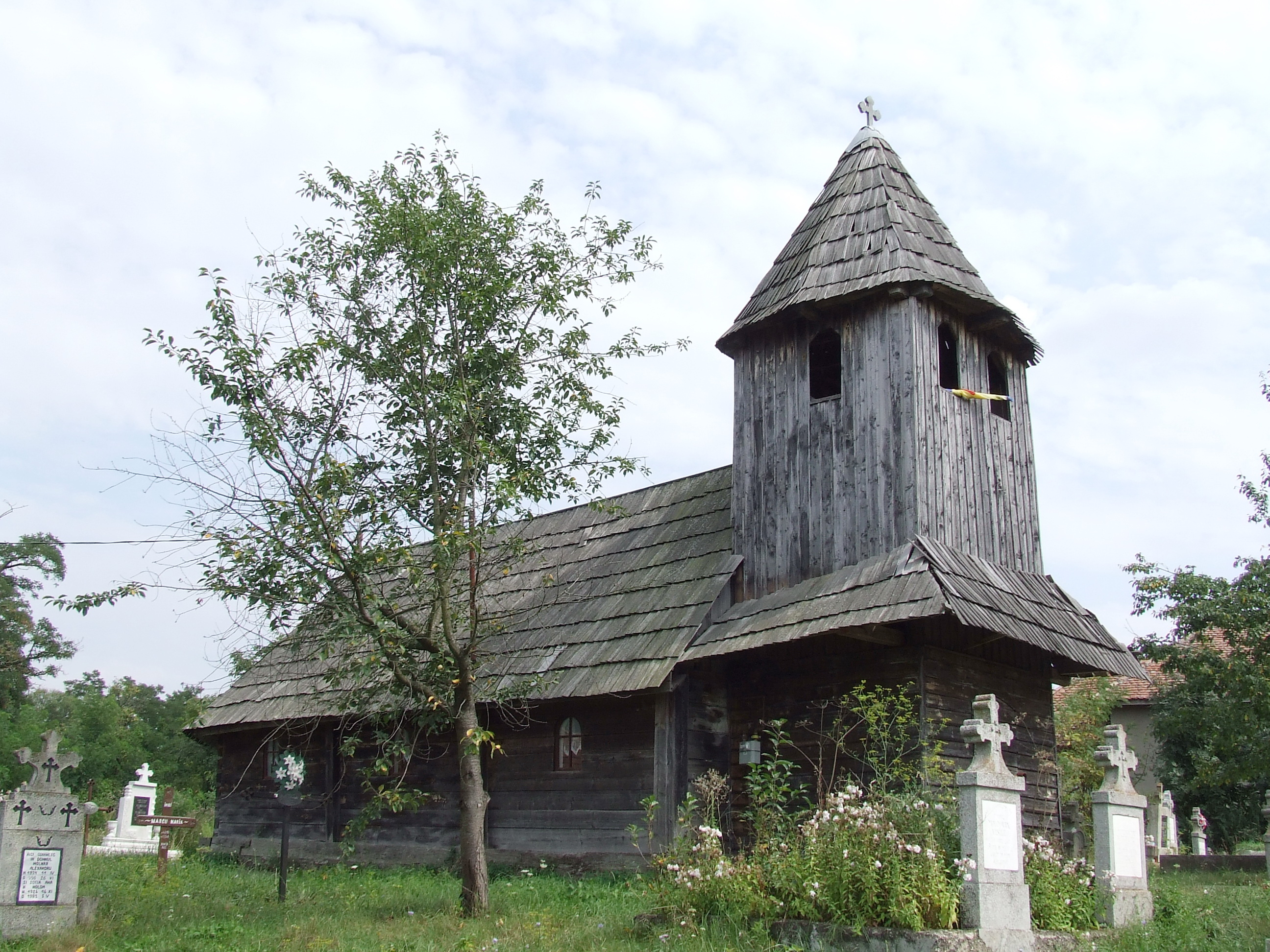
Holzkirche in Bernadea
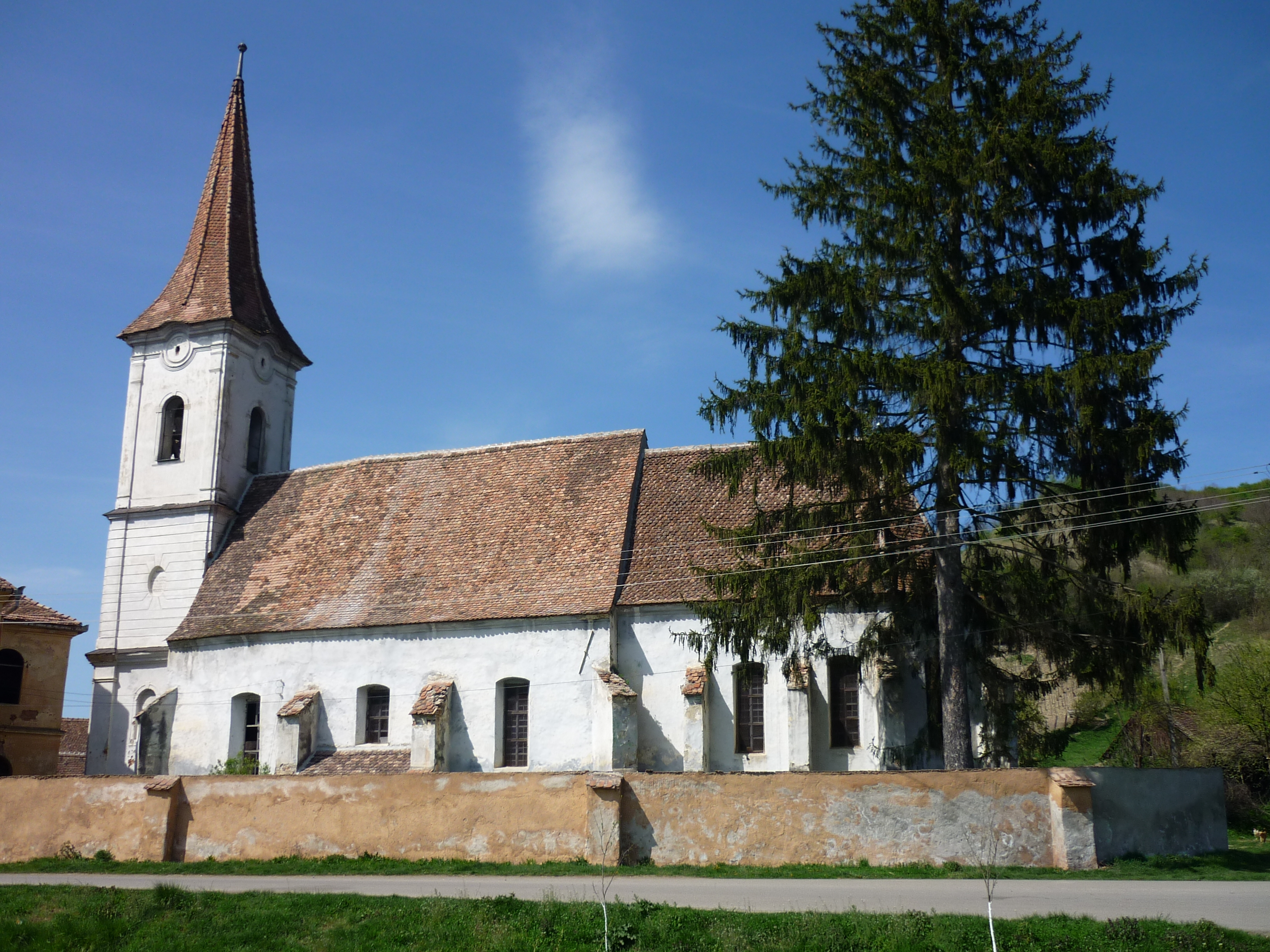
Evangelische Kirche in Cund
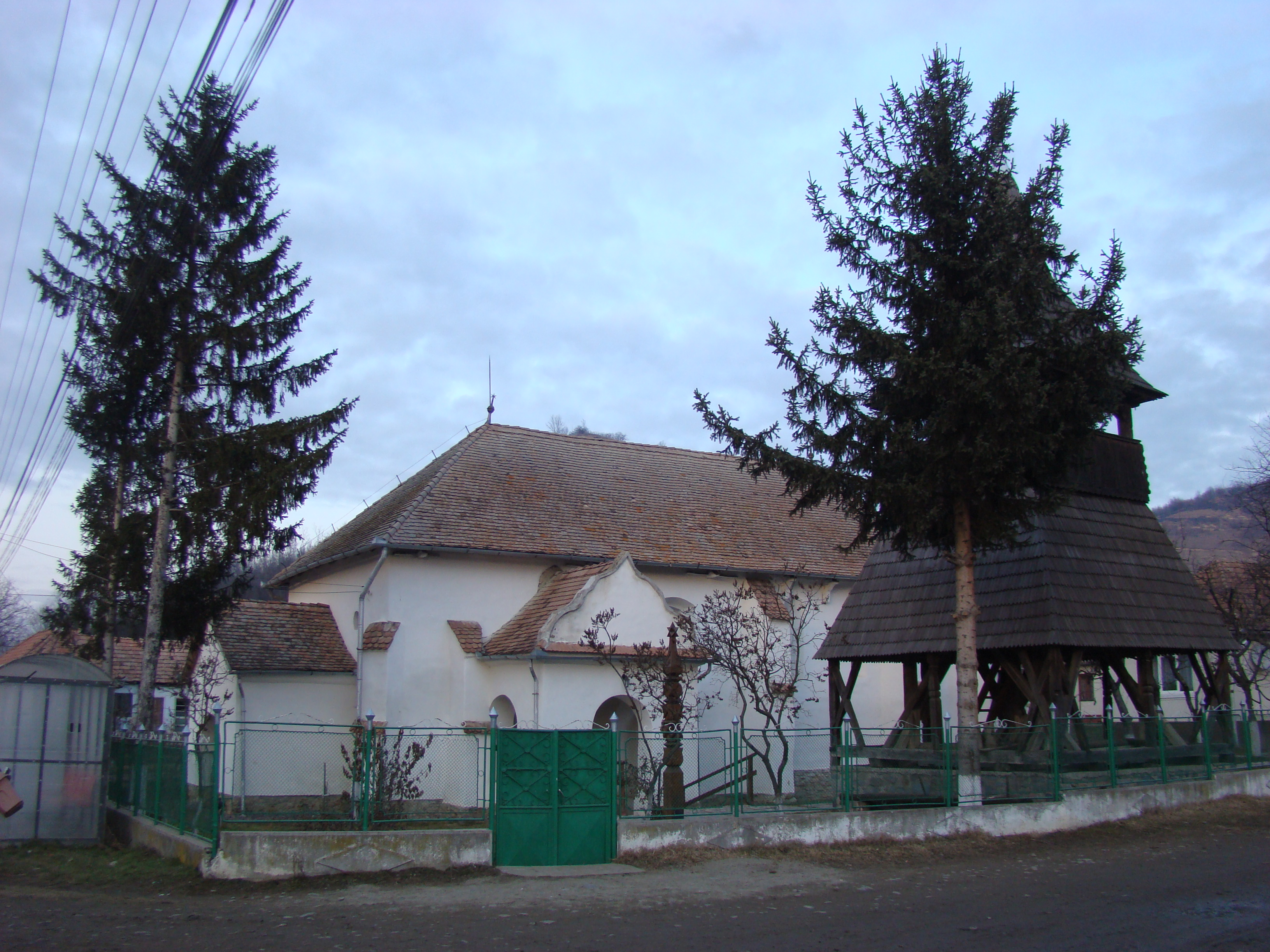
Reformierte Kirche in Gogan
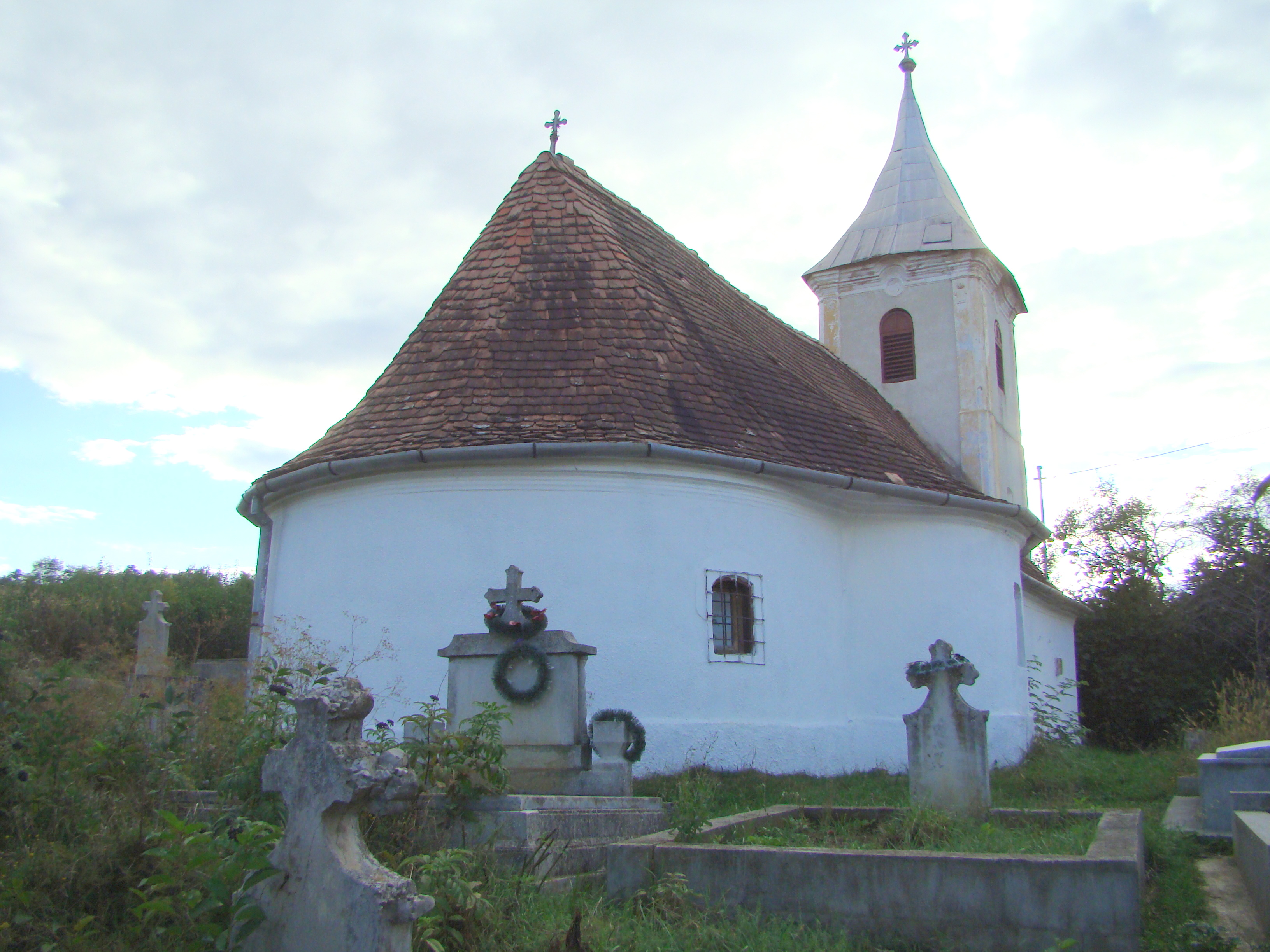
Holzkirche in Lepindea

## Persönlichkeit
- Kata Bethlen (1700–1759), ungarische Schriftstellerin und Buchsammlerin.[14]